# Hergebruik

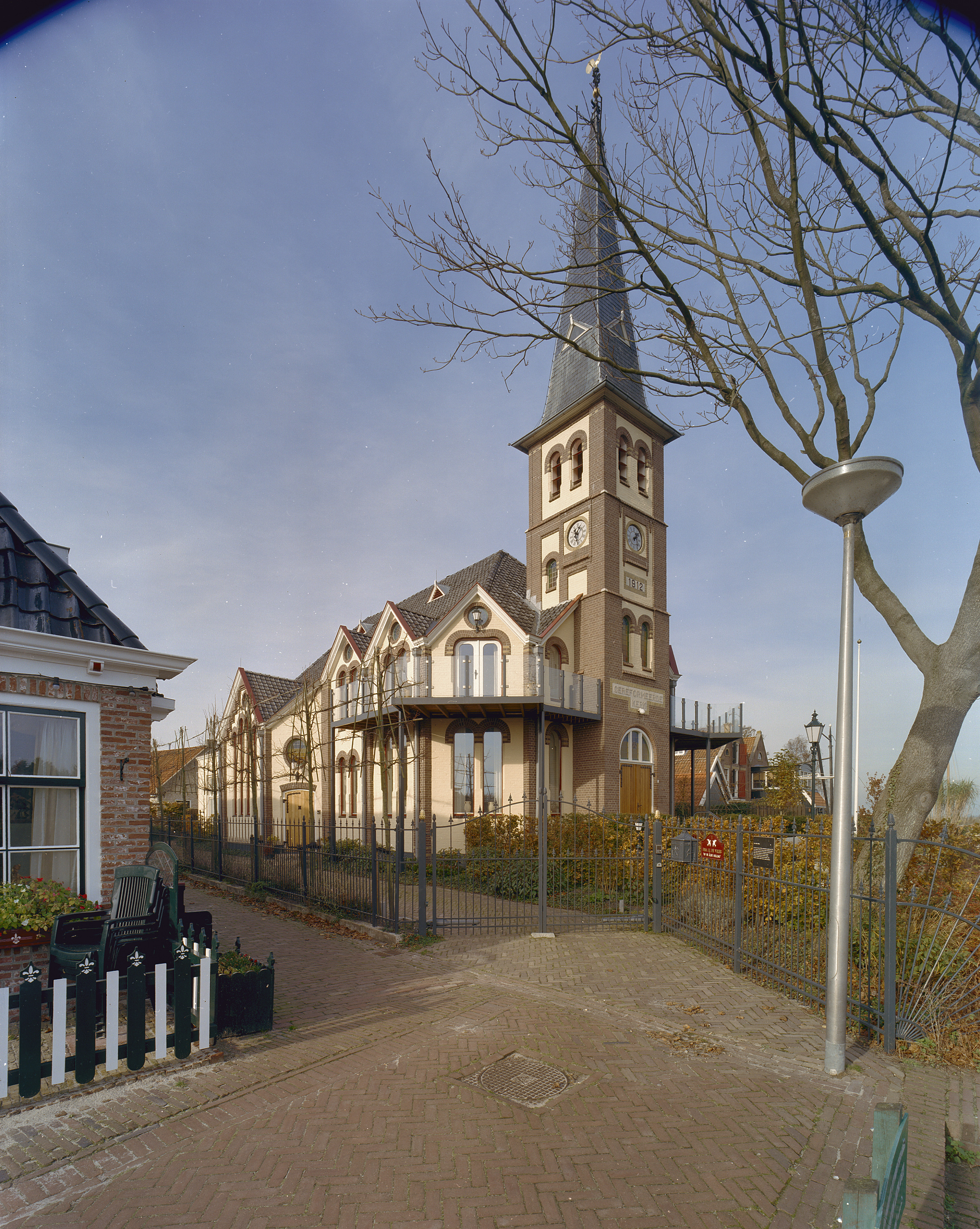
Kerk die wordt hergebruikt als woonhuis

Hergebruik is het opnieuw gebruiken van materialen in hun oorspronkelijke vorm.

## Geschiedenis
Sinds de grote welvaartsstijging in de geïndustraliseerde westerse landen in de 20e eeuw worden veel gebruikte materialen daar als afval beschouwd en weggeworpen. Dat is niet altijd zo geweest, reeds in de middeleeuwen waren er in Europa lompenhandelaars die aan ruilhandel deden. Zij ruilden lompen voor goedkoop aardewerk. In het algemeen gold dat goederen en materialen net zo lang werden gebruikt tot ze totaal versleten waren. In veel gebieden in de wereld is dat nog steeds het geval.
Toen in het laatste kwart van de 20e eeuw een wegwerpmaatschappij was ontstaan en de afvalbergen in een aantal welvarende landen steeds groter werden, kwam onder druk van de opkomende milieubeweging en strengere wetgeving het hergebruik van gebruikte materialen en afval op gang. Een belangrijke stimulans was ook de stijgende prijs van grondstoffen waardoor hergebruik economisch interessanter werd. Er is een aparte industrie ontstaan die zich op hergebruik en recycling heeft toegelegd.
Bekende voorbeelden van hergebruik zijn de doorverkoop van tweedehands producten via handelsites op internet en houten meubels van gemaakt van sloophout.

## Voor- en nadelen van hergebruik

### Enkele voordelen van hergebruik zijn
- besparing op energie en ruwe grondstoffen;
- vermindering van kosten voor het verwerken van vuilnis;
- zorgt voor duurzame werkgelegenheid;
- hergebruikte materialen en producten zijn minder kostbaar dan nieuwe;
- oudere producten zijn soms beter geproduceerd dan moderne versies.
- zorgt voor een schonere wereld

### Enkele nadelen van hergebruik zijn
- hergebruik vergt extra schoonmaakwerkzaamheden en transport, wat milieubelastend is;
- oude elektrische apparaten en auto's verbruiken meer energie dan nieuwe;
- er kunnen onontdekte fouten in een product zitten die potentieel gevaarlijk zijn;
- producten die vaak hergebruikt worden moeten steviger en meer duurzaam zijn dan wegwerpproducten;
- het sorteren, repareren en klaarmaken van producten die hergebruikt worden kost tijd, hetgeen lastig kan zijn voor consumenten en geld kost;
- specifieke vaardigheden zijn vereist om producten uit hun oorspronkelijke setting te halen en geschikt te maken voor hergebruik.

## Vormen van hergebruik
Er bestaan verschillende vormen van hergebruik:
- Hervullen: een lege verpakking weer vullen met het oorspronkelijke product. Voorbeelden zijn tonerhergebruik en de statiegeldfles
- Hergebruik van het gehele voorwerp: bijvoorbeeld door tweedehands verkoop in een kringloopwinkel of door het weg te geven in een weggeefwinkel
- Reconditionering: het oorspronkelijke product wordt schoongemaakt en opgelapt waarna het weer bruikbaar is
- Retrofit: het oorspronkelijke product krijgt een update waardoor het weer bruikbaar is
- Hergebruik van een onderdeel van een voorwerp voor een vergelijkbare toepassing in een ander apparaat of constructie
- Hergebruik van een onderdeel van een voorwerp voor een heel ander doel zonder dat het materiaal hoeft te worden omgesmolten
- Herbestemming, een nieuwe functie voor een bestaand gebouw
- Hergebruik van drinkwater voor een betere drinkwatervoorziening

## Verschil hergebruik en recycling
Bij hergebruik wordt een voorwerp opnieuw gebruikt, al dan niet voor een ander doel. Bij upcycling wordt een afvalstof omgezet in een nieuw product. Bij recycling wordt het oorspronkelijke voorwerp vernietigt of omgesmolten, zodat de grondstof opnieuw kan worden gebruikt in een vergelijkbaar of ander product. 

## Galerij

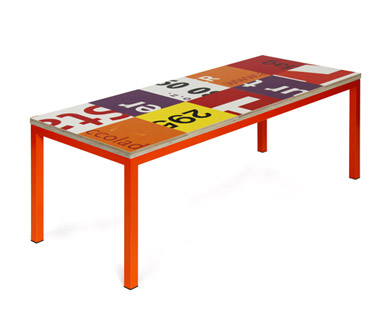
Nieuw product van hergebruikte materialen (reclameborden)